# Нумеа
Нуме́а (фр. Nouméa) — столица острова Новая Каледония (заморская территория Франции). Порт на берегу Тихого океана. Население — 94 285 человек, включая пригороды — 182 341 (2019, перепись). Площадь города — 45,7 км². Мэром города с 1986 года по 2015 год был Жан Леке, с 2015 года — Соня Лагард.

## География

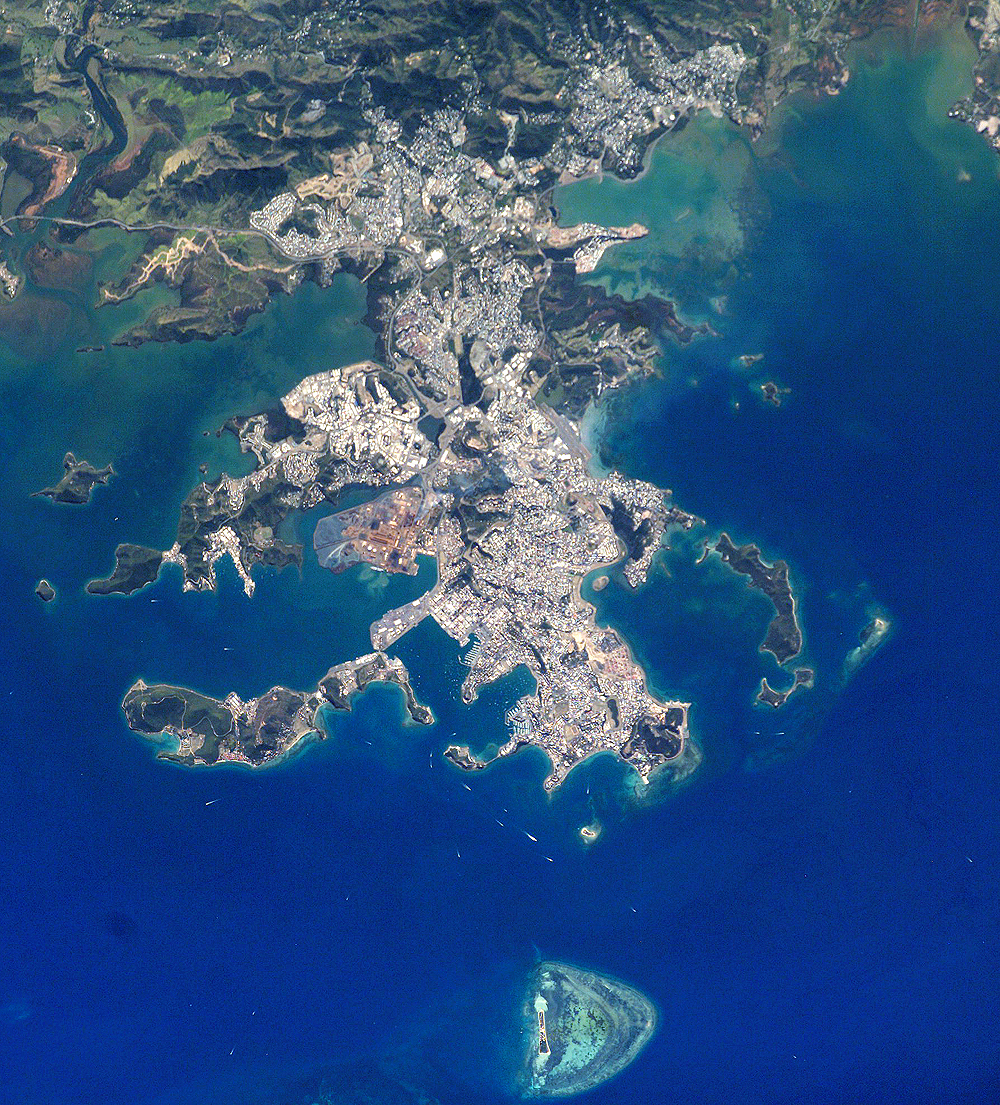
Спутниковая фотография Нумеа и прилегающих территорий, сделанная с Международной космической станции. Изображение НАСА.

Нумеа находится на расстоянии 16 758 км от Парижа. Город расположен на холмистом полуострове недалеко от юго-восточного конца Новой Каледонии, которая, в свою очередь, находится в юго-западной части Тихого океана. На северо-востоке и востоке граничит с муниципалитетом Мон-Дор, а на севере и северо-западе с Думбэа, которые вместе с Нумеа образуют агломерацию Большая Нумеа.
Находится в 540 км от Порт-Вилы (Вануату), в 1472 км от Брисбена (штат Квинсленд, Австралия), в 1970 км от Сиднея (штат Новый Южный Уэльс, Австралия), в 1808 км от Окленда (Новая Зеландия), в 2086 км от сообщества Уоллис и Футуна, и в 4610 км от Папеэте.
Ландшафт в основном состоит из флиша с осадками, которые датированы к приабонскому ярусу эоцена, а также песчаных, известняковых (восточная часть полуострова Нувилле, южная оконечность полуострова вокруг Оуэн Торо) и меловых пород. Прибрежная полоса земли Большой Нумеа состоит из вулкано-осадочных пород, датированных ранним юрским периодом, лейас.
Местность состоит из нескольких холмов — Оуэн Торо, Монтравел, гора Коффин, гора Венеры, и прочее. Пик Монтравел достигает высоты в 167 метров над уровнем моря.

## Климат
В городе Нумеа тропический климат. С января по июнь здесь очень много осадков, с июля по декабрь значительно меньше. По классификации Кёппена — тропический климат саванн (индекс Aw).
| Показатель                    | Янв. | Фев. | Март | Апр. | Май  | Июнь | Июль | Авг. | Сен. | Окт. | Нояб. | Дек. | Год  |
| ----------------------------- | ---- | ---- | ---- | ---- | ---- | ---- | ---- | ---- | ---- | ---- | ----- | ---- | ---- |
| Средний суточный максимум, °C | 29,2 | 29,2 | 28,6 | 27,1 | 25,5 | 24,0 | 22,9 | 23,1 | 24,1 | 25,7 | 27,3  | 28,4 | 26,0 |
| Средняя температура, °C       | 25,9 | 25,9 | 25,4 | 23,8 | 22,1 | 20,7 | 19,5 | 19,6 | 20,2 | 21,9 | 23,6  | 24,8 | 22,8 |
| Средний суточный минимум, °C  | 22,6 | 22,7 | 22,3 | 20,6 | 18,8 | 17,5 | 16,1 | 16,1 | 16,4 | 18,2 | 20,0  | 21,3 | 19,4 |
| Норма осадков, мм             | 111  | 117  | 136  | 108  | 89   | 119  | 72   | 67   | 42   | 50   | 54    | 76   | 1041 |
| Источник: Климат Нумеа        |      |      |      |      |      |      |      |      |      |      |       |      |      |

## История
Первым европейцем, который установил поселение в окрестности был британец Джеймс Паддон в 1851 году. Озабоченные контролем над островом, французы установили поселение рядом в 1854 году, переехав из Балады с севера острова. Это поселение изначально называлось Порт-де-Франс, но позже, в 1866 году было переименовано в Нумеа. Сначала зона использовалась как исправительная колония, и позже как центр для переработки никеля и золота, которые добывались недалеко. В 1862 году в Нумеа был открыт апелляционный суд Нумеа, рассматривавший дела всей колонии Новая Каледония и зависимых территорий.

Во время Второй мировой войны Нумеа использовалось как штаб армии США в Южном Тихом океане. Пятисторонний комплекс штаб-квартиры армии после войны был использован в качестве основы для региональной межгосударственной организации: Южной Тихоокеанской Комиссии, которая позже стала называться как Секретариат тихоокеанского сообщества.

## Демография
| Численность населения коммуны Нумеа | Численность населения коммуны Нумеа | Численность населения коммуны Нумеа | Численность населения коммуны Нумеа | Численность населения коммуны Нумеа | Численность населения коммуны Нумеа | Численность населения коммуны Нумеа | Численность населения коммуны Нумеа | Численность населения коммуны Нумеа | Численность населения коммуны Нумеа |
| 1956                                | 1963                                | 1969                                | 1976                                | 1983                                | 1989                                | 1996                                | 2004                                | 2009                                | 2014                                |
| ----------------------------------- | ----------------------------------- | ----------------------------------- | ----------------------------------- | ----------------------------------- | ----------------------------------- | ----------------------------------- | ----------------------------------- | ----------------------------------- | ----------------------------------- |
| 22 235                              | ↗34 990                             | ↗41 853                             | ↗56 078                             | ↗60 112                             | ↗65 110                             | ↗76 293                             | ↗91 386                             | ↗97 579                             | ↗99 926                             |
| 2019                                |                                     |                                     |                                     |                                     |                                     |                                     |                                     |                                     |                                     |
| ↘94 285                             |                                     |                                     |                                     |                                     |                                     |                                     |                                     |                                     |                                     |

### Численность населения по годам
| Нумеа (коммуна)             | 22 235 | 34 990 | 41 853 | 56 078 | 60 112 | 65 110 | 76 293  | 97 579  | 94 285  |
| Большая Нумеа               | 25 204 | 39 996 | 50 488 | 74 335 | 85 098 | 97 581 | 118 823 | 163 723 | 182 341 |
| Официальные цифры переписи. |        |        |        |        |        |        |         |         |         |

## Транспорт

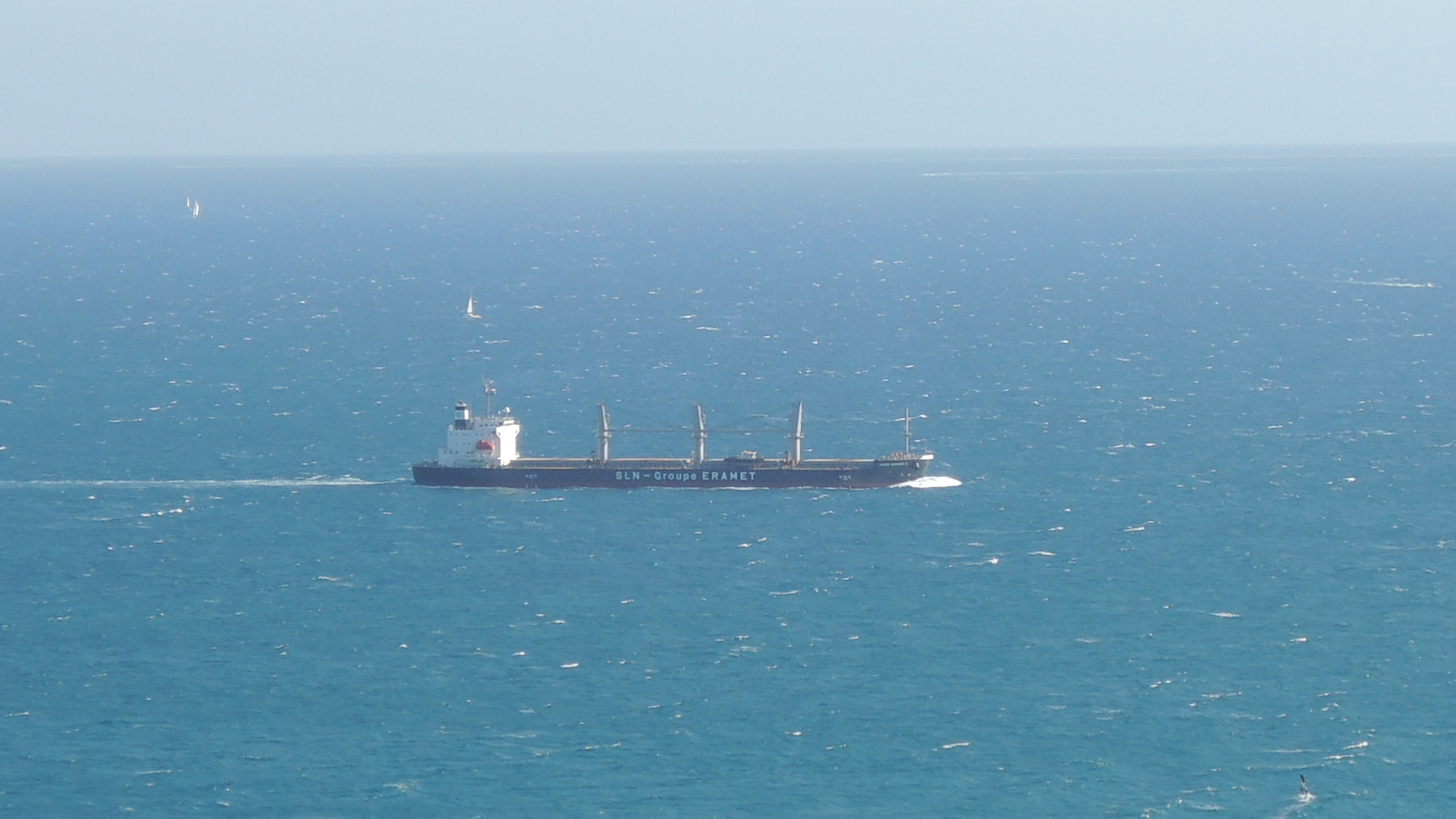
Судно горнодобывающей компании «Эрамет» в лагуне Нумеа в 2012 году

В 52 километрах к северо-западу от города, в муниципалитете Пайита, находится Международный аэропорт Ла-Тонтута, из которого выполняются рейсы в Токио, Осаку, Сеул, Сидней, Брисбен и Окленд.
Также в пределах города есть аэропорт Нумеа-Мажента, из которого совершаются местные рейсы, особенно на острова Луайоте и Пен.

### Городской транспорт
Роль общественного транспорта в городе выполняют автобусные маршруты и такси.
- Город обслуживает автобусная сеть Karuïa Bus, состоящая из девяти линий и 468 остановочных пунктов. Кроме того, город связывает с агломерацией система междугородных автобусов CarSud.
- Существует сеть такси, узнаваемая по цвету автомашин — зелёному и белому.

## Достопримечательности
- Форт Теремба — бывший форт и тюрьма.
- Маяк Амедэ — маяк.
- Музей Новой Каледонии

## Города-побратимы
- Голд-Кост, Австралия (1992)[20]
- Ницца, Франция (22 августа 1985)[20]
- Папеэте, Франция (3 июня 2019)[20]
- Таупо (город), Новая Зеландия (8 марта 1995)[20]